# Wahlkreis Sömmerda II
Der Wahlkreis Sömmerda II (Wahlkreis 17) ist ein Landtagswahlkreis in Thüringen.
Er umfasst vom Landkreis Sömmerda die Gemeinden Alperstedt,  Büchel, Buttstädt, Eckstedt, Griefstedt, Großmölsen, Großneuhausen, Großrudestedt, Günstedt, Kindelbrück, Kleinmölsen, Kleinneuhausen, Kölleda, Markvippach, Nöda, Ollendorf, Ostramondra, Rastenberg, Riethgen, Schloßvippach, Sömmerda, Sprötau, Udestedt, Vogelsberg und Weißensee.

## Landtagswahl 2024
Die Landtagswahl fand am 1. September 2024 statt. Folgende Kandidaten wurden zugelassen:
| Gegenstand der Nachweisung | Gegenstand der Nachweisung | Erst- stimmen | Erst- stimmen | Zweit- stimmen | Zweit- stimmen |
| Bewerber                   | Partei                     | Anzahl        | %             | Anzahl         | %              |
| -------------------------- | -------------------------- | ------------- | ------------- | -------------- | -------------- |
| Wahlberechtigte            | Wahlberechtigte            | 43.011        | 43.011        | 43.011         | 43.011         |
| Wähler                     | Wähler                     | 31.175        | 31.175        | 31.175         | 72,5           |
| Ungültige Stimmen          | Ungültige Stimmen          | 602           | 1,9           | 300            | 1,0            |
| Gültige Stimmen            | Gültige Stimmen            | 30.573        | 98,1          | 30.875         | 99,0           |
| davon                      |                            |               |               |                |                |
| Anabell Zoeger             | DIE LINKE                  | 4.798         | 15,7          | 3.883          | 12,6           |
| Torsten Czuppon            | AfD                        | 13.084        | 42,8          | 11.768         | 38,1           |
| Klaus Wagner               | CDU                        | 9.389         | 30,7          | 6.629          | 21,5           |
| Stefan Carow               | SPD                        | 1.561         | 5,1           | 1.309          | 4,2            |
|                            | GRÜNE                      |               |               | 470            | 1,5            |
| Uwe Schäfer                | FDP                        | 529           | 1,7           | 408            | 1,3            |
|                            | TIERSCHUTZ hier!           |               |               | 318            | 1,0            |
|                            | ÖDP / Familie ..           | 371           | 0,1           |                |                |
|                            | PIRATEN                    | 71            | 0,2           |                |                |
|                            | MLPD                       | 51            | 0,2           |                |                |
|                            | BÜNDNIS DEUTSCHLAND        | 153           | 0,5           |                |                |
|                            | BSW                        | 5.222         | 16,9          |                |                |
|                            | FAMILIE                    | 165           | 0,5           |                |                |
| Michael Schneider          | FREIE WÄHLER               | 1.212         | 4,0           | 313            | 1,0            |
|                            | WU                         |               |               | 78             | 0,3            |

## Landtagswahl 2019
Die Landtagswahl fand am 27. Oktober 2019 statt. 
| Direktkandidat     | Partei                      | Wahlkreisstimmen in % | Landesstimmen in % |
| ------------------ | --------------------------- | --------------------- | ------------------ |
| Rita Schmidtke     | CDU                         | 24,4                  | 21,4               |
| Heike Werner       | DIE LINKE                   | 27,1                  | 30,5               |
| Christopher Harsch | SPD                         | 8,4                   | 6,7                |
| Torsten Czuppon    | AfD                         | 29,6                  | 27,2               |
| Roberto Kobelt     | GRÜNE                       | 3,9                   | 3,3                |
| –                  | NPD                         | –                     | 0,8                |
| Uwe Schäfer        | FDP                         | 4,7                   | 5,1                |
| –                  | PIRATEN                     | –                     | 0,3                |
| –                  | Die PARTEI                  | –                     | 1,0                |
| –                  | KPD                         | –                     | 0,1                |
| –                  | TIERSCHUTZ hier!            | –                     | 1,4                |
| –                  | BGE                         | –                     | 0,2                |
| –                  | DIE DIREKTE!                | –                     | 0,2                |
| –                  | Blaue #Team Petry Thüringen | –                     | 0,1                |
| –                  | Graue Panther               | –                     | 0,6                |
| Joachim Bauerle    | MLPD                        | 0,5                   | 0,4                |
| –                  | ÖDP                         | –                     | 0,3                |
| –                  | Gesundheitsforschung        | –                     | 0,6                |
| Horst Pickrodt     | Einzelbewerber              | 1,4                   | –                  |

## Landtagswahl 2014
Die Landtagswahl in Thüringen 2014 erbrachte folgendes Wahlkreisergebnis:
| Name                              | Partei       | Anteil der Erststimmen |
| --------------------------------- | ------------ | ---------------------- |
| Christian Carius                  | CDU          | 38,3 %                 |
| Tobias Steinkopf                  | DIE LINKE    | 25,6 %                 |
| Frank Weber                       | SPD          | 10,1 %                 |
| Heike Rothe                       | AfD          | 10,0 %                 |
| Franz Kotzott                     | NPD          | 4,5 %                  |
| Matthias Finger                   | GRÜNE        | 4,1 %                  |
| Sandra Bielesch                   | Freie Wähler | 3,7 %                  |
| Heinz Untermann                   | FDP          | 3,7 %                  |
| Wahlberechtigte: 46.779 Einwohner |              |                        |
| Wahlbeteiligung: 51,2 %           |              |                        |

## Landtagswahl 2009
Bei der Landtagswahl in Thüringen 2009 traten folgende Kandidaten an:
| Name                              | Partei                 | Anteil der Erststimmen |
| --------------------------------- | ---------------------- | ---------------------- |
| Christian Carius                  | CDU                    | 31,2 %                 |
| Ralf Hauboldt                     | Die Linke              | 28,4 %                 |
| Frank Weber                       | SPD                    | 14,0 %                 |
| Kerstin Schnelle                  | GRÜNE                  | 4,9 %                  |
| Heinz Untermann                   | FDP                    | 7,4 %                  |
| Udo Hoffmann                      | Freie Wähler Thüringen | 8,9 %                  |
| Dominik Weinlich                  | NPD                    | 5,1 %                  |
| Wahlberechtigte: 49.515 Einwohner |                        |                        |
| Wahlbeteiligung: 55,5 %           |                        |                        |

## Landtagswahl 2004
Bei der Landtagswahl in Thüringen 2004 traten folgende Kandidaten an:
| Name                              | Partei | Anteil der Erststimmen |
| --------------------------------- | ------ | ---------------------- |
| Christian Carius                  | CDU    | 43,7 %                 |
| Ralf Hauboldt                     | PDS    | 31,4 %                 |
| Keven Forbrig                     | SPD    | 14,2 %                 |
| Karin Kuhl                        | GRÜNE  | 4,5 %                  |
| Heinz Untermann                   | FDP    | 6,2 %                  |
| Wahlberechtigte: 42.946 Einwohner |        |                        |
| Wahlbeteiligung: 52,0 %           |        |                        |

## Landtagswahl 1999
Bei der Landtagswahl in Thüringen 1999 traten folgende Kandidaten an:
| Name                              | Partei | Anteil der Erststimmen |
| --------------------------------- | ------ | ---------------------- |
| Christian Carius                  | CDU    | 47,7 %                 |
| Dieter Mäde                       | SPD    | 21,1 %                 |
| Ralf Hauboldt                     | PDS    | 22,6 %                 |
| Herbert Alexander                 | DSU    | 1,0 %                  |
| Udo Hoffmann                      | REP    | 2,6 %                  |
| Horst Grunert                     | FDP    | 2,2 %                  |
| Elisabeth Mäschker                | VIBT   | 2,8 %                  |
| Wahlberechtigte: 44.140 Einwohner |        |                        |
| Wahlbeteiligung: 58,0 %           |        |                        |

## Bisherige Abgeordnete
Direkt gewählte Abgeordnete des Wahlkreises Sömmerda II waren:
| Jahr | Name             | Partei | Anteil der Erststimmen |
| ---- | ---------------- | ------ | ---------------------- |
| 2019 | Torsten Czuppon  | AfD    | 29,6 %                 |
| 2014 | Christian Carius | CDU    | 38,3 %                 |
| 2009 | Christian Carius | CDU    | 31,2 %                 |
| 2004 | Christian Carius | CDU    | 43,7 %                 |
| 1999 | Christian Carius | CDU    | 47,7 %                 |
| 1994 | Dietmar Werner   | CDU    | 44,9 %                 |